# Куп пет нација 1980.
Куп пет нација 1980. (службени назив: 1980 Five Nations Championship) је било 86. издање овог најелитнијег репрезентативног рагби такмичења Старог континента. а 51. издање Купа пет нација.
Гренд слем је освојио национални тим Енглеске.

## Учесници
Напомена:
Северна Ирска и Република Ирска наступају заједно.
|   | Селекција                      | Стадион                             | Селектор    |
| - | ------------------------------ | ----------------------------------- | ----------- |
| 1 | Рагби репрезентација Француске | Парк принчева, Париз (48 718)       | Жан Декло   |
| 2 | Рагби репрезентација Енглеске  | Стадион Твикенам, Лондон (82 000)   | Мајк Дејвис |
| 3 | Рагби репрезентација Шкотске   | Стадион Марифилд, Единбург (67 144) | Дерик Грант |
| 4 | Рагби репрезентација Велса     | Кардиф армс парк, Кардиф (65 000)   | Џон Љојд    |
| 5 | Рагби репрезентација Ирске     | Ленсдаун роуд, Даблин (48 000)      | Том Кирнан  |

## Табела
|   | Селекција                      | ИГ | Д | Н | И | ПД | ПП | ПР  | Б |  |
| - | ------------------------------ | -- | - | - | - | -- | -- | --- | - |  |
| 1 | Рагби репрезентација Енглеске  | 4  | 4 | 0 | 0 | 80 | 48 | +32 | 8 |  |
| 2 | Рагби репрезентација Ирске     | 4  | 2 | 0 | 2 | 70 | 65 | +5  | 4 |  |
| 2 | Рагби репрезентација Велса     | 4  | 2 | 0 | 2 | 50 | 45 | +5  | 4 |  |
| 4 | Рагби репрезентација Француске | 4  | 1 | 0 | 3 | 55 | 75 | -20 | 2 |  |
| 4 | Рагби репрезентација Шкотске   | 4  | 1 | 0 | 3 | 61 | 83 | -22 | 2 |  |

| Победник Купа пет нација 1980.                                   |
| ---------------------------------------------------------------- |
| Рагби репрезентација Енглеске 18. титула првака Европе у рагбију |